# 官坝县
官坝县是越南河江省下辖的一个县，面积553.7平方公里，2018年时总人口56840人。

## 地理
官坝县北和西接中国云南省，南接渭川县，东接安铭县。

## 历史
1999年8月20日，官坝社析置三山市镇。
2025年6月12日，宣光省和河江省合并成新的宣光省，官坝县随之短暂划归宣光省管辖。6月16日，越南国会废除县级政区，官坝县随之废除；泰安社、东河社和陇单社合并成新的陇单社，八大山社和乾地社合并成新的乾地社，青云社和义顺社合并成新的义顺社，三山市镇、决进社和官坝社合并成新的官坝社，高马白社、大湾社和峒怀社合并成新的峒怀社，各新社均隶属宣光省直接管辖。

## 行政区划
官坝县下辖1市镇12社，县莅三山市镇。
- 三山市镇（Thị trấn Tam Sơn）
- 八大山社（Xã Bát Đại Sơn）
- 地社（Xã Cán Tỷ）[7]:259
- 高马白社（Xã Cao Mã Pờ）
- 东河社（Xã Đông Hà）
- 陇单社（Xã Lùng Tám）[7]:257
- 义顺社（Xã Nghĩa Thuận）
- 官坝社（Xã Quản Bạ）
- 决进社（Xã Quyết Tiến）
- 大灣社（Xã Tả Ván）[7]:258
- 泰安社（Xã Thái An）
- 青云社（Xã Thanh Vân）
- 峒怀社（Xã Tùng Vài）[7]:258